# Cyclotoma conica
Cyclotoma conica es una especie de coleóptero de la familia Endomychidae.

## Distribución geográfica
Habita en Taiwán.